# Farid Chedid
Farid Chedid (né en 1974) est un entrepreneur libanais. Il est le fondateur et président-directeur général de Chedid Capital, holding financière dans le secteur de l’assurance et la réassurance.

## Biographie

### Formation
Farid Chedid est notamment diplômé du Chartered Insurance Institute UK et a également un master en finance obtenu à l’ESCP Europe[Quand ?]',,,.

## Carrière
Farid Chedid commence sa carrière professionnelle en 1998 à Chypre dans le secteur du courtage en assurance avec la création de Chedid Re.

### Holding Chedid Capital
Grâce à une série d’acquisitions opérées depuis 1998, Chedid Re devient la Holding Chedid Capital. En 2009, deux nouvelles entités sont créées par Farid Chedid : la Qatar Seib Insurance& Reinsurance ainsi que le réseau de courtiers en assurance Chedid Insurance Brokers Network.
En 2014, il décide de s'implanter en Afrique et y fait sa première acquisition : la société mauricienne City Brokers, en partenariat avec le conglomérat local IBL.

### Rachat d’ASCOMA
En février 2021, la holding Chedid Capital rachète 80 % des parts d’Ascoma, un groupe international de courtage en assurance qui existe depuis 1952. Cette acquisition crée ainsi un nouvel ensemble présidé par Farid Chedid,. Cette nouvelle structure est chargée d’une gestion de près d’un milliard de dollars de primes gérés par 1300 collaborateurs au sein d’une quarantaine de filiales réparties sur trois continents.
En 2021, la holding Chedid Capital acquiert 80 % des parts du groupe ASCOMA,, leader du courtage en assurance et réassurance en Afrique subsaharienne.

## Distinctions et reconnaissances
En 2016, il est nommé « Middle East and Africa Industry Achiever of the Year » par Global Re and Strategic Risk Consortium.
En 2017[réf. nécessaire], 2018[réf. nécessaire] et 2019, Farid Chedid est cité dans le classement des Arabes les plus puissants du Moyen-Orient par le magazine Arabian Business et parmi les 35 les plus influents du Liban d'après Forbes Middle East[source insuffisante], en 2018.
Il reçoit en 2020 le MENA Lifetime Achievement Award du Global Re et du Dubai World Insurance Congress qui récompense «les réalisations commerciales de Farid Chedid dans le secteur de l'assurance et de la réassurance et sa contribution au développement éducatif des professionnels dans les régions du Moyen-Orient et de l'Afrique».